# Phymaturus felixi
Phymaturus felixi — вид ігуаноподібних ящірок родини Liolaemidae. Ендемік Аргентини.

## Поширення і екологія
Phymaturus felixi відомі з типової місцевості, розташованої на півдні департаменту Пасо-де-Індьйос в провінції Чубут. Вони живуть серед скель, на висоті 600 м над рівнем моря. Живляться рослинністю, є живородними.